# Месје 106
Месје 106 (М106) је спирална галаксија у сазвежђу Ловачки пси која се налази у Месјеовом каталогу објеката дубоког неба.
Деклинација објекта је + 47° 18' 25" а ректасцензија 12h 18m 57,8s. Привидна величина (магнитуда) објекта М106 износи 8,3 а фотографска магнитуда 9,1. Налази се на удаљености од 7,902 милиона парсека од Сунца. М106 је још познат и под ознакама NGC 4258, UGC 7353, MCG 8-22-104, CGCG 243-67, VV 448, CGCG 244-3, PGC 39600.